# راه گمشده و دیگر نوشته‌ها
راه گم شده و دیگر نوشته‌ها — زبان و افسانهٔ پیش از ارباب حلقه‌ها (انگلیسی: The Lost Road and Other Writings – Language and Legend before 'The Lord of the Rings') جلد پنجم کتاب تاریخ سرزمین میانه است، مجموعه ای از پیش نویس‌ها و مقالات نوشتهٔ جی. آر. آر. تالکین در حدود ۱۹۳۶–۱۹۳۷. این کتاب در سال ۱۹۸۷ توسط کریستوفر تالکین ویرایش و منتشر شد.